# San José State University Women's Volleyball
La San José State University Women's Volleyball è la squadra di pallavolo femminile appartenente alla San José State University, con sede a San Jose (California): milita nella Mountain West Conference della NCAA Division I.

## Storia
Il programma di pallavolo femminile della San José State University viene fondato nel 1974. Nello stesso anno viene affiliato all'AIAW Division I e alla Northern California Intercollegiate Athletic Conference, di cui conquista tre titoli consecutivi, prima di trasferirsi nella Northern California Athletic Conference, dove vince altri due titoli di conference.
Nel 1981 il programma si affilia alla neonata NCAA Division I, partecipando alla Northern Pacific Athletic Conference, e in ambito locale conquista ancora due titoli di conference, mentre in ambito nazionale partecipa quattro volte alla post-season, raggiungendo le Final 4 del 1984: dove si piazzano al quarto posto, perdendo in semifinale contro la UC Los Angeles e nella finalina contro la Pacific.
Nel 1986 le Spartans si trasferiscono nella Pacific Coast Athletic Association, in seguito Big West Conference, dove giocano per un decennio e conquistano sei accessi al torneo NCAA, senza mai andare oltre le Sweet sixteen; tuttavia raggiungono la finale del NIVC 1994. Si trasferiscono nuovamente nel 1996, quando approdano nella Western Athletic Conference, collezionando tre anonime apparizioni alla post-season, prima di migrare ancora nel 2013, per entrare a far parte della Mountain West Conference.

## Record
| Piazzamento          |    | Edizione                                                                    |
| -------------------- | -- | --------------------------------------------------------------------------- |
| Tornei NCAA          | 12 | 4º posto: 1 1984                                                            |
| Tornei NCAA          | 12 | Sweet Sixteen: 4 1982, 1985, 1986, 1987                                     |
| Tornei NCAA          | 12 | Secondo turno: 1 2001                                                       |
| Tornei NCAA          | 12 | Primo turno: 6 1983, 1988, 1989, 1990, 1998, 2000                           |
| Titoli di conference | 7  | Northern California Intercollegiate Athletic Conference: 3 1974, 1975, 1976 |
| Titoli di conference | 7  | Northern California Athletic Conference: 2 1977, 1978                       |
| Titoli di conference | 7  | Northern Pacific Athletic Conference: 2 1984, 1985                          |

## Conference
- Northern California Intercollegiate Athletic Conference: 1974-1976
- Northern California Athletic Conference: 1977-1981
- Northern Pacific Athletic Conference: 1982-1985
- Big West Conference[1]: 1986-1995
- Western Athletic Conference: 1996-2012
- Mountain West Conference: 2013-

## All-America

### First Team
- Teri DeBusk (1985)
- Lisa Ice (1986)

### Second Team
- Lisa Ice (1985)

## Allenatori
- Jane Ward: 1974–1979
- Marti Brugler: 1980
- Dick Montgomery: 1981–1989
- John Corbelli: 1990–1992
- Craig Choate: 1993–2006
- Oscar Crespo: 2007–2013
- Jolene Shepardson: 2014–2019
- Trent Kersten: 2020–2022
- Todd Kress: 2023–